# باري هيل (كاتب)
باري هيل (بالإنجليزية: Barry Hill)‏ هو كاتب سيناريو بريطاني، ولد في 1937.